# Platja de Sant Sebastià (Barcelona)
La Platja de Sant Sebastià és una platja del barri de la Barceloneta (Ciutat Vella) de Barcelona. És la platja situada més a ponent i juntament amb la platja de la Barceloneta és la més antiga i de major tradició, atès que molt a prop tenen la seu clubs esportius de gran rellevància a la ciutat per les seves activitats relacionades amb la mar.
Limita pel seu extrem sud-oest amb el Port de Barcelona, i per l'extrem nord-est amb la platja de Sant Miquel. Té una longitud de 660 m i una amplada mitjana de 55 m, de sorra de gra mig i un pendent d'entrada a l'aigua molt fort. L'Agència Catalana de l'Aigua efectua un control quinzenal de la qualitat de l'aigua, durant la temporada de bany, amb el resultat d'excel·lent. Està guardonada amb la Bandera Blava, que reconeix internacionalment la qualitat de l'aigua i serveis.

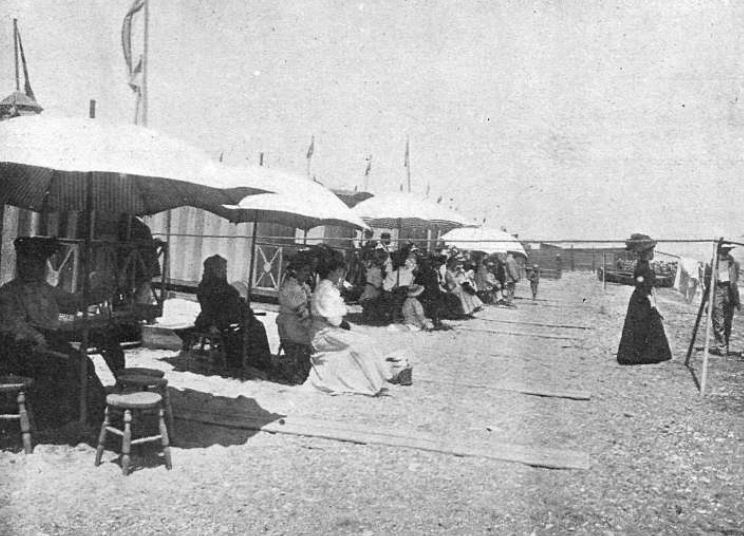
Any 1908

L'any 1893 s'hi van obrir els populars Banys de Sant Sebastià, l'edifici principal dels quals va ser construït el 1928 i enderrocat a la dècada de 1980. És una de les platges més grans de Barcelona amb una llargada aproximada de 660 metres de longitud.
És una de les platges més freqüentades i compta amb una estació de metro força pròxima, l'estació de Barceloneta.
L'agost de 2019 va ser localitzada al mar una bomba de la guerra civil sense detonar, de 70 quilos d'explosius, i que va obligar a acordonar 250 metres.

Platges de Barcelona